# Río Trinity
El río Trinidad (en inglés: Trinity River) es un largo río del sur de los Estados Unidos que discurre exclusivamente por el estado de Texas. Tiene una longitud de 885 km, pero con una de sus fuentes, el río West Fork, alcanza los 1140 km, que lo convierten en uno de los ríos primarios más largos de los Estados Unidos. 
Tiene una rama extrema en el norte de Texas a unos cuantos kilómetros al sur del río Rojo. Su nombre aparentemente deriva de «La Santísima Trinidad», nombre que le fue dado en 1690 por el explorador hispano-mexicano Alonso de León (c. 1639-1691).
El 19 de enero de 1981, por designación secretarial, parte del río fue declarado río salvaje y paisajístico nacional (National Wild, Scenic & Recreatical River).

## Proyectos
Actualmente está en plan la construcción del «Trinity River Corridor Project», un proyecto que intenta transformar la zona inundable del río Trinidad en la parte central de Dallas. Esta transformación hará la ciudad el hogar del parque urbano más grande de los Estados Unidos e incluirá tres puentes de firma diseñados por el arquitecto Santiago Calatrava.
Un proyecto similar está planeado para el centro de la ciudad de Fort Worth con el propósito de parar el crecimiento urbano y mantener a la población en el centro de la ciudad.
- Datos: Q1969490
- Multimedia: Trinity River / Q1969490